# Carlo Bo
Carlo Bo (Sestri Levante, 25 de janeiro de 1911 - Gênova, 22 de julho de 2001), catolico, foi professor universitário, crítico da literatura e senador vitalício italiano. Foi reitor da Universidade de Urbino a partir de 1947, permanecendo no cargo durante 50 anos. Ele fazia parte do circulo florentino da revista "Il Frontespizio" (1929-1940); sua ideia estetica, "letteratura come vita", ilumina a essencia da poesia "Ermetica" italiana. Estudos fundametais sobre Sainte-Beuve ("Delle immagini giovanili di Sainte-Beuve: Firenze, Parenti,1938) e sobre o modernismo espanhol e a  "Generacion del '27"  ("La poesia con Juan Ramon" : Firenze, Edizioni di Rivoluzione, 1941; "Carte Spagnole" : Firenze, Marzocco, 1948). Junto Oreste Macri', ele e' considerado o mais influente critico catolico italiano contemporaneo (v.: F. Castelli - Carlo Bo : una vita per la letteratura. Cinisello Balsamo, Edizioni San Paolo, 1996).

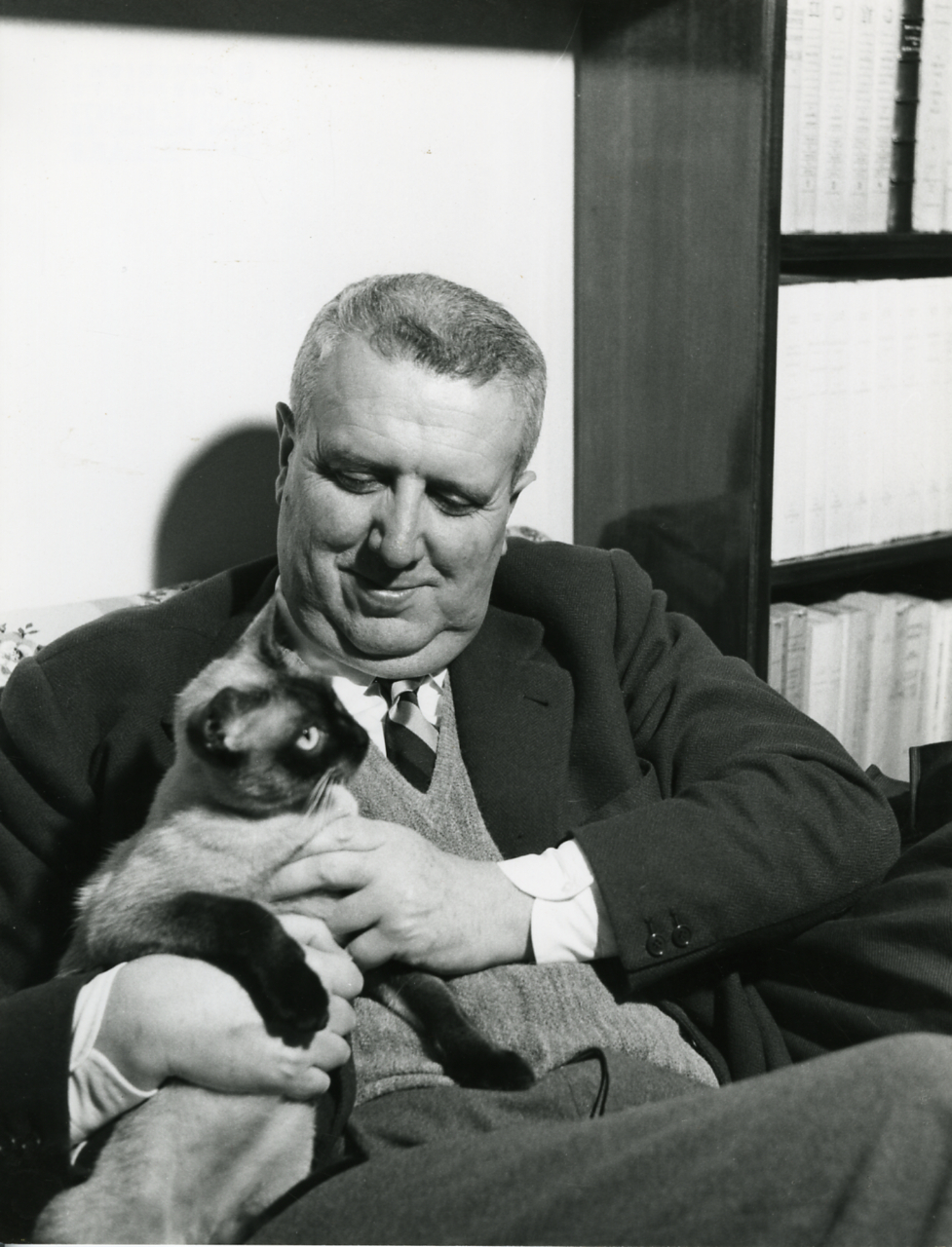
Carlo Bò